# Аромънул (1913 – 1914)
Вижте пояснителната страница за други значения на Аромънул.
„Аромънул“ (на румънски: Aromânul, в превод Арумънецът) е седмичен политически вестник, издаван в Букурещ, Румъния от 1 септември 1913 до 17 юли 1914 година.
Излиза в 4 страници голям формат и се печата в печатница „Универсалия“. Издаван е от „народен комитет“ – директор и собственик е Толи Хаджигогу. Има информационен политически характер и се занимава с проблемите на арумъните на Балканите. Текстовете са на румънски и са предимно неподписани.